# Walter Owen Bentley

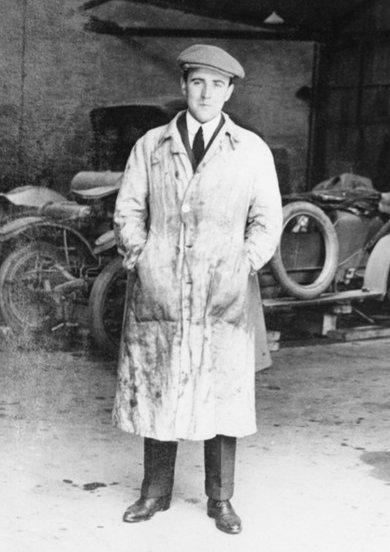
Walter Owen Bentley in 1921

Walter Owen Bentley (Hampstead, 16 september 1888 – Woking, 11 augustus 1971), beter bekend als W.O. Bentley, was een Britse ingenieur en oprichter van het luxe automerk Bentley.

## Biografie
Walter Owen Bentley werd in 1888 geboren in een rijke Londense familie. Hij ontwikkelde al vroeg een passie voor mechanica en treinen en ging op 16-jarige leeftijd als leerling-ingenieur werken bij de Great Northern Railway Company. Als jongeman was hij motor- en autocoureur.
In 1912 had hij samen met zijn broer Horace Millner Bentley een bedrijf met de naam "Bentley and Bentley" dat Franse DFP-auto's verkocht. Alhoewel hij niet onder de indruk was van de prestaties van de DFP's, was hij er wel van overtuigd dat succes in de autosport de beste reclame was voor hun zaak. Door zijn auto's uit te rusten met lichtmetalen zuigers en een aangepaste nokkenas vestigde DFP in 1913 en 1914 verschillende records op Brooklands.
Tijdens de Eerste Wereldoorlog werkte hij voor een fabrikant van vliegtuigmotoren waar hij naam maakte met zijn (Bentley Rotary) BR1- en BR2-motoren. Dit waren rotatiemotoren van de Fransman Pierre Clerget die hij uitrustte met zijn aluminium zuigers.
Op 18 januari 1919 richtte hij in een bescheiden werkplaats in de Londense wijk Cricklewood Bentley Motors Limited op. In 1921 bracht hij zijn eerste automodel op de markt: de Bentley 3 Litre. De auto won talloze races, waaronder de 24 uur van Le Mans in 1924 en in 1927, en vestigde zo de reputatie van het merk. Daarna volgden nog diverse andere sportwagens en in 1930 introduceerde Bentley de 8 Litre, een ultra-luxe personenwagen. Door de crisis van de jaren 1930 kwam het bedrijf echter in financiële moeilijkheden en in 1931 werd het faillissement uitgesproken. Het bedrijf werd vervolgens opgekocht door Rolls-Royce Limited en Walter Bentley zag zich genoodzaakt om nog enkele jaren voor Rolls-Royce te blijven werken.
In 1935 ging hij aan de slag bij Lagonda, waar hij de Lagonda V12 creëerde. Tijdens de Tweede Wereldoorlog werkte hij bij Lagonda mee aan de bouw van vliegtuigen. Na de oorlog ontwikkelde hij voor Lagonda een zescilindermotor met dubbele nokkenas die alle Lagonda's en alle Aston Martins zou aandrijven tot de lancering van de DB4.
Bentley verhuisde van Aston Martin-Lagonda naar Armstrong Siddeley, waar hij nog een 3-liter motor met dubbele bovenliggende nokkenas ontwierp voordat hij met pensioen ging.

## Privéleven
Bentley trouwde drie keer en had geen kinderen. Leonie Gore, zijn eerste echtgenote met wie hij in 1914 trouwde overleed in 1919 tijdens de Spaanse griepepidemie. In 1920 trouwde Bentley met Audrey "Poppy" Hutchinson. Ze scheidden kort nadat het bedrijf in 1931 werd verkocht. Zijn derde huwelijk uit 1934 met Margaret Roberts Hutton hield stand tot aan zijn dood. Bentley overleed in 1971 op 83-jarige leeftijd in zijn huis in Woking, Margaret overleed in 1989.